# August Wilhelm Kanne
August Wilhelm Kanne (* 17. August 1784 in Leipzig; † 4. November 1827 ebenda) war ein deutscher Architekt. Er arbeitete in Leipzig und wurde dort Stadtbaudirektor.

## Leben und Bauten

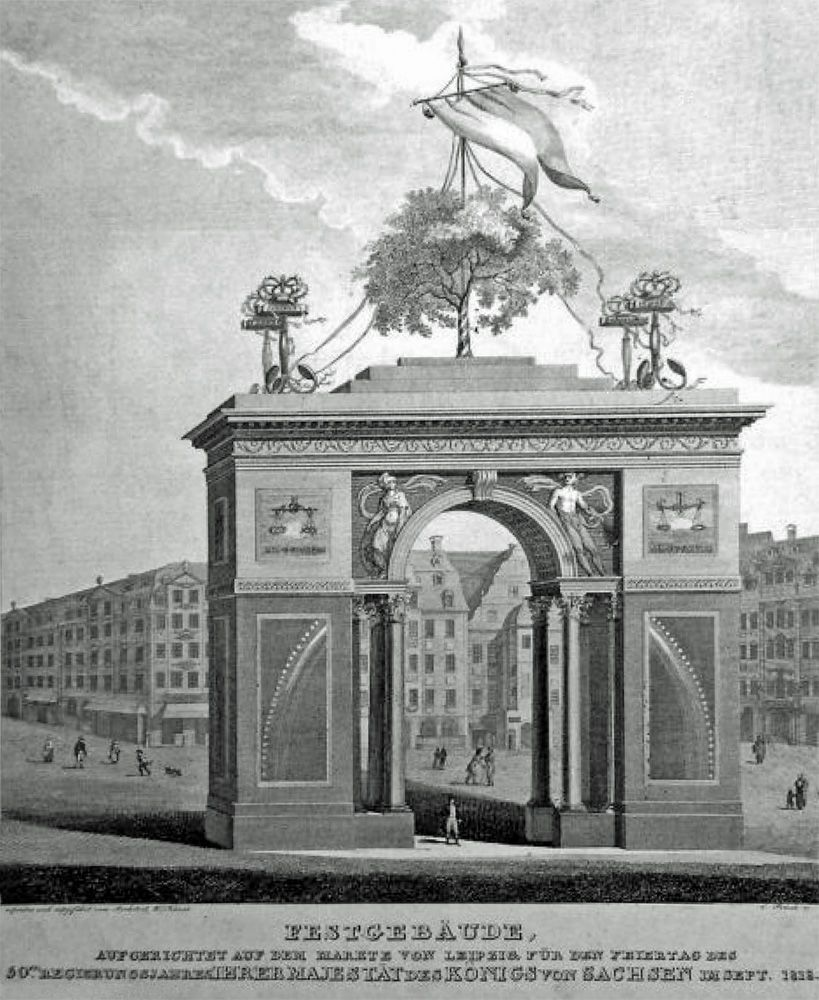
Der Triumphbogen auf dem Leipziger Markt 1818

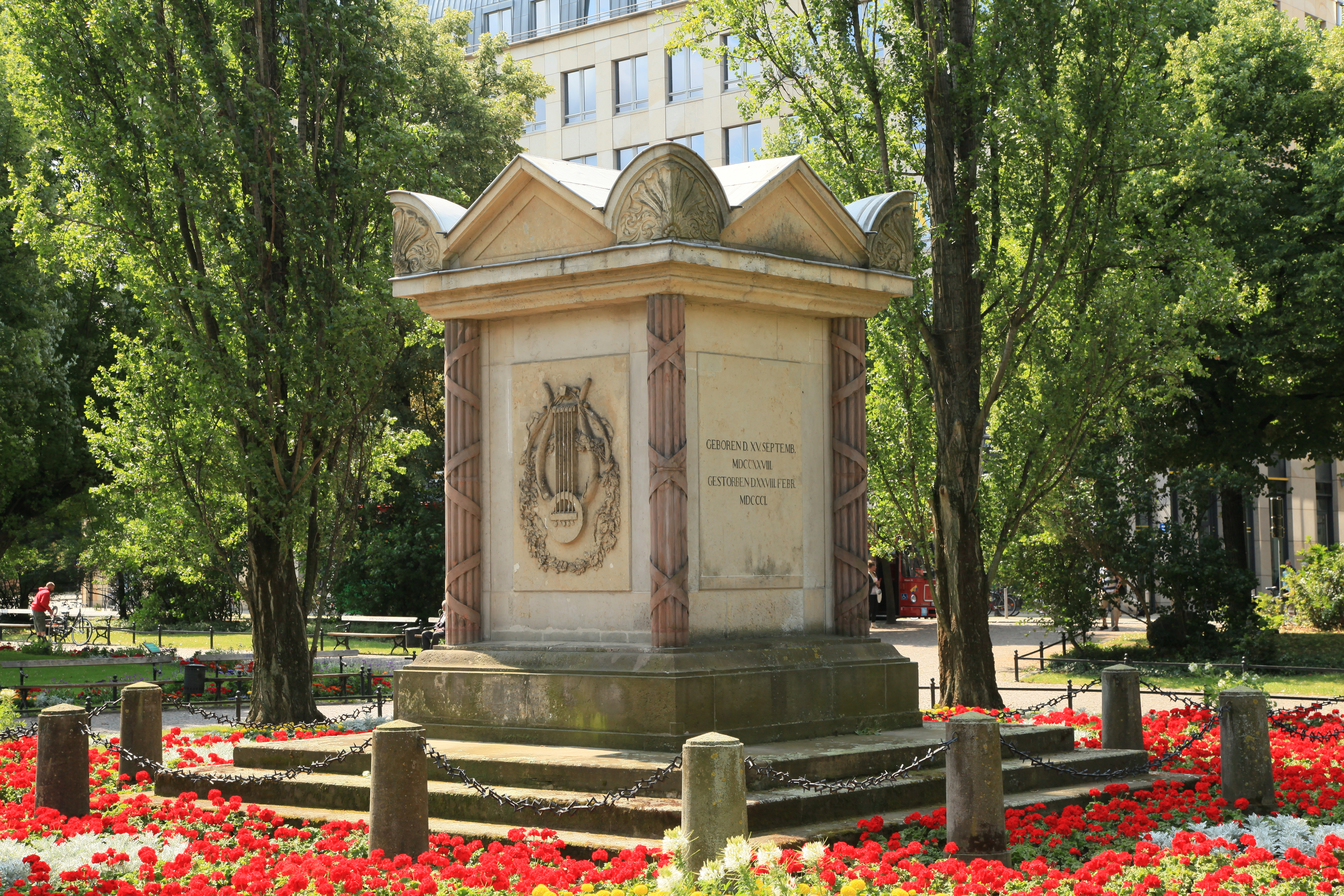
Das Bürgermeister-Müller-Denkmal

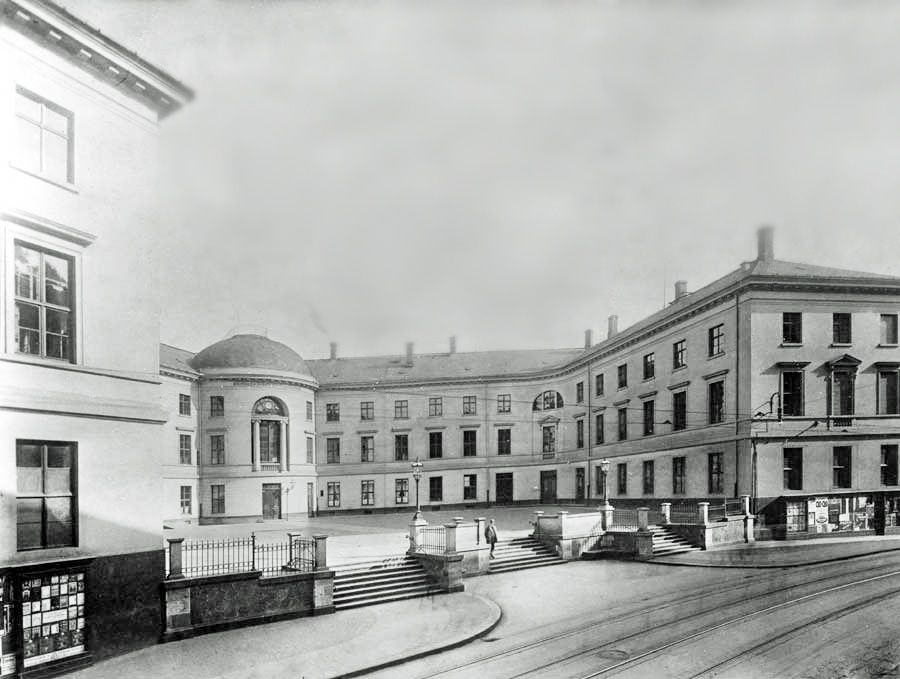
Der von August Wilhelm Kanne entworfene Ostflügel der Bürgerschule auf der ehemaligen Moritzbastei

Kanne war mit Caroline Florentine, geborene Herzog verheiratet. Von den in dieser Ehe geborenen Kindern lebten zum Zeitpunkt seines Todes fünf. 1807 wurde er in die Freimaurerloge Balduin zur Linde in Leipzig aufgenommen. Nach dem Tod des ersten Baudirektors der Stadt Leipzig Johann Carl Friedrich Dauthe (1746–1816) trat er im Alter von 32 Jahren dessen Nachfolge an.
Von seinen Bauten ist zunächst der temporäre Triumphbogen zum Regierungsjubiläum des Königs Friedrich August von Sachsen im Jahr 1818 auf dem Leipziger Marktplatz zu nennen. Von diesem Bauwerk existiert eine Radierung von Carl Frosch.
1819 realisierte Kanne das von Johann Friedrich August Tischbein (1750–1812) entworfene Denkmal für den Leipziger Bürgermeister Carl Wilhelm Müller (1728–1801), unter dessen Ägide Johann Carl Friedrich Dauthe die ersten Parkanlagen am Promenadenring schuf, in denen das Denkmal gegenüber dem Hauptbahnhof noch heute steht.
Unter Dauthe war von 1796 bis 1804 der linke, westliche Flügel der 1. Bürgerschule auf dem Fundament der 1792 geschleiften Moritzbastei errichtet worden. Durch den Tod des Bürgermeisters Müller (1801), die napoleonische Besetzung und die Folgen der Völkerschlacht von 1813 verzögerte sich der Weiterbau. Dieser wurde 1825 wieder aufgenommen und nunmehr nach Plänen von August Wilhelm Kanne weitergeführt. Die Bauarbeiten dauerten bis 1834 an, also über Kannes Tod hinaus.
In einem Aufsatz von 1925 schreibt dazu Hermann Kuhn:

„Erst Dauthes Nachfolger im Leipziger Bauamte, der Bauinspektor August Wilhelm Kanne, stellte die Schule vollständig bis zum Jahre 1834 fertig. In der Grundrißgestaltung ist deutlich zu erkennen, daß beim Ausbau des rechten Flügels eine andere Architektenhand als bisher gewirkt hat. Bei Dauthe ist ein Festhalten an barocker Grundrißgestaltung unverkennbar, Kanne ist jedoch darauf bedacht, den Grundriß so übersichtlich wie möglich auszubilden: alle Räume sind bei ihm fast durchweg rechteckig gehalten. Im Äußeren mußte sich Kanne an den bereits bestehenden Flügelbau halten [...] Durch die schlechten Erfahrungen Dauthes über die Gründungen der Hofumfassungsmauern war Kanne gewitzigter geworden; er ließ die darunter befindlichen Keller einfach ausfüllen [...] Gleichzeitig wurden bei dem weiteren Ausbau an den bereits bestehenden Gebäudeteilen verschiedene Ausbesserungen vorgenommen, da sich dort die Gründungsmauern wieder wesentlich im Laufe der Jahre gesenkt hatten.“

Von 1838 bis 1848 wurden einige Räume des Schulgebäudes als erstes städtisches Bildermuseum genutzt. 1875 wurde die Bürgerschule in eine „Höhere Schule für Frauenberufe“ umgewandelt. Sie trug den Namen „St. Annen-Schule“. Das Gebäude wurde im Zweiten Weltkrieg zerstört.
1827 wurde die Alte Nikolaischule modernisiert und erweitert. Es wird angenommen, dass dies unter Kannes Leitung in seinem letzten Lebensjahr geschah, insbesondere die Gestaltung der Aula im zweiten Stock, die bei der Restaurierung des Hauses 1991–1994 in alter Form wiederhergestellt wurde.

## Publikation
- Johann Gottfried Holzweissig: Anweisung zur Treppen-Baukunst für Anfänger und Liebhaber der Baukunst, besonders für Zimmerleute. Mit einer Vorrede von August Wilhelm Kanne. Baumgärtner, Leipzig um 1809.